# Орта-Кисек-Айтуган
Орта-Кисек-Айтуган (укр. Орта-Кисек-Айтуган, крымскотат. Orta Kesek Ay Tuvğan) — исчезнувшее село в Красногвардейском районе Республики Крым, располагавшееся на юго-востоке района, в степной части Крыма, примерно в 2 км южнее сёла Докучаево.

## История
Во времена Крымского ханства деревня Айтуган делилась на 3 части: Ашага, Орта и Юхары, что, видимо, соответствовало приходам-маале, причём Юхары Айтуган находился южнее, несколько в стороне от других. Уже в первом документальном упоминании в Камеральном Описании Крыма… 1784 года, судя по которому, в последний период ханства деревня входила в Борулчанский кадылык Карасубазарского каймаканства, записан Гери Кесек Айтуган. После присоединения Крыма к России (8) 19 апреля 1783 года, (8) 19 февраля 1784 года, именным указом Екатерины II сенату, на территории бывшего Крымского Ханства была образована Таврическая область и деревня была приписана к Симферопольскому уезду. После Павловских реформ, с 1796 по 1802 год, входила в Акмечетский уезд Новороссийской губернии. По новому административному делению, после создания 8 (20) октября 1802 года Таврической губернии, Орта-Кисек-Айтуган был включён в состав Табулдынской волости Симферопольского уезда.
По Ведомости о всех селениях в Симферопольском уезде состоящих с показанием в которой волости сколько числом дворов и душ… от 9 октября 1805 года в деревне Юхары-Айтуган числилось 10 дворов и 56 жителей, исключительно крымских татар. На военно-топографической карте генерал-майора Мухина 1817 года обозначена деревня Ортай айтуган с 8 дворами. После реформы волостного деления 1829 года деревню Юкары-Айтуган, согласно «Ведомости о казённых волостях Таврической губернии 1829 года», определили центром Айтуганской волости (преобразованной из Табулдынской). На карте 1836 года в деревне 9 дворов, а на карте 1842 года Орта-Кисек-Айтуган обозначен условным знаком «малая деревня», то есть, менее 5 дворов.
В 1860-х годах, после земской реформы Александра II, деревню приписали к Зуйской волости. В «Списке населённых мест Таврической губернии по сведениям 1864 года», составленном по результатам VIII ревизии 1864 года, Орта-Айтуган — казённая татарская деревня с 3 дворами, 19 жителями, и мечетью при колодцах (на трёхверстовой карте Шуберта 1865—1876 года в деревне обозначено 3 двора). В «Памятной книге Таврической губернии 1889 года» Орта-Кисек не записан.
После земской реформы 1890 года Орта-Кисек-Айтуган отнесли к Табулдинской волости. Согласно «…Памятной книжке Таврической губернии на 1892 год», в деревне Орта-Айтуган, входившей в Айтуганское сельское общество, был 61 житель, все безземельные, в 7 домохозяйствах. В дальнейшем в доступных исторических документах не встречается.